# Leonid Dunajew
Leonid Władimirowicz Dunajew (ros. Леонид Владимирович Дунаев, ur. 24 lutego 1954 we Frunze, zm. w 2002) – radziecki szpadzista, czterokrotny medalista mistrzostw świata.
Podczas mistrzostw świata w Buenos Aires w 1977 roku reprezentanci ZSRR w składzie: Boris Łukomski, Aszot Karagjan, Leonid Dunajew, Aleksandr Abuszachmietow i Jewgienij Ananjew zdobyli brązowy medal w zawodach drużynowych. W tej samej konkurencji zdobywał następnie srebrny medal na mistrzostwach świata w Hamburgu (1978) oraz złote na mistrzostwach świata w Melbourne (1979) i mistrzostwach świata w Clermont-Ferrand (1981).
Nigdy nie wziął udziału w igrzyskach olimpijskich.
W latach 1979 i 1982 zdobywał mistrzostwo ZSRR w szpadzie indywidualnej.